# Saf ibn Sayyad
Saf ibn Sayyad (en árabe: الصف بن الصياد‎), más tarde conocido como Abdullah ibn Sa'id (en árabe: عبد الله بن سعيد‎), reclamó poseer también la profecía en tiempos del profeta islámico Mahoma y sus compañeros.

## Reclamaciones de profecía en su niñez
Ibn Sayyad reclamó  ser profeta apenas en el umbral de la adolescencia, e inicialmente se creía que podría ser el Falso Mesías (Dajjal), pues sus características parecían coincidir:
Se narra cómo conoció Mahoma a Ibn Sayyad, explicando que en aquel tiempo Ibn Sayyad estaba justo en el umbral de la adolescencia. Mahoma le dijo: "¿No das testimonio al hecho de que soy el Mensajero de Alá?". Ibn Sayyad le respondió: "No, pero tendrías que dar testimonio que yo soy el mensajero de Alá". Entonces Úmar ibn al-Jattab dijo: "Mensajero de Alá, permíteme que lo mate". Mahoma le replicó: "Si él es la persona que está en nuestra mente [el Dajjal], no serás capaz de matarle, y si no lo es, entonces matarlo no te hará ningún bien".       

### Características
Se decía que Ibn Sayyad tenía características similares a las del Falso Mesías:
Nafi' informa que Abd Alá ibn 'Umar conoció a Ibn Sa'id en los caminos de Medina y él le dijo palabras que lo enfurecieron y se hinchó tanto que bloqueó el camino. Ibn Umar fue junto a Hafsa bint Umar y le informó de ello. Entonces ella le dijo: "Que Alá tenga piedad de ti, ¿por qué incitaste a Ibn Sayyad sabiendo que la ira extrema haría aparecer al Dajjal en el mundo?". 

## Negación de ser el Dajjal en la edad adulta
En la edad adulta Ibn Sayyad abrazó el Islam:
Nafi' informa que Ibn 'Umar se encontró con Ibn Sayyad (ahora conocido como Abdullah ibn Sa'id) y dijo a algunos de sus amigos: "Declaras que eres [el Dajjal]". Ibn Sa'id dijo: "Por Alá, no es así". Ibn 'Umar dijo: "No me has dicho la verdad; por Alá, algunos informes me dijeron que no morirías hasta tener gran descendencia y enorme riqueza y es aproximadamente así".
Abu Sa'id al-Khudri informó que Ibn Sa'id respondió: "Lo que he recogido de la gente es que creen que soy el Dajjal. Pero Mahoma dijo que sería un kafir mientras que yo soy musulmán y también dijo que no tendría hijos, mientras que yo tengo hijos, y también dijo: Verdaderamente, Alá le ha prohibido entrar en La Meca mientras que yo he efectuado la peregrinación". También dijo: "Sé su sitio de nacimiento, su morada justo ahora".    

## Desaparición
Saf ibn Sayyad fue visto por última vez durante la batalla de al-Harra, donde el califa omeya Yazid I había enviado una fuerza para subyugar la ciudad de Medina. Según se informa, desapareció en la batalla y no volvió a ser visto.